# Piotr Banaszak
Piotr Banaszak (ur. 20 marca 1964 w Inowrocławiu) – polski sztangista, olimpijczyk. Dwukrotnie zdobył medale na mistrzostwach Europy w wadze ciężkiej (do 110 kg): srebrny w 1991 oraz brązowy w 1992. Był mistrzem Polski w tej samej kategorii w 1989 oraz 1991. Na olimpiadzie w Barcelonie 1992 spalił podrzut i nie został sklasyfikowany.